# Ottana
Ottana – miejscowość i gmina we Włoszech, w regionie Sardynia, w prowincji Nuoro.
Według danych na rok 2021 gminę zamieszkiwało 2224 osób, 49,34 os./km². Graniczy z Bolotana, Noragugume, Olzai, Orani, Sarule i Sedilo.